# Сэвидж, Энджи
Энджи Сэвидж (англ. Angie Savage; род. 12 ноября 1981) — американская порноактриса.

## Карьера
Карьеру в порноиндустрии начала в 2005 году в возрасте 24 лет и с тех пор снялась в примерно 70 фильмах. Снималась в основном в сценах мастурбации и лесбийского секса, но принимала участие и в нескольких сценах с мужчинами, которые включали только оральный секс.
Снималась в фотосессиях для журналов Hustler, High Society, Club International, Rockstar, Genesis и других.

## Награды и номинации
- 2008 AVN Awards в категории «лучшая лесбийская сцена — видео» за сцену в фильме «Babysitters» (вместе с Алектрой Блу, Лекси Тайлер, Сэмми Роудс и Софией Санти)[6]
- 2007 номинация на AVN Awards в категории «лучшая парная сцена — фильм» за фильм «Valentina» (вместе с Дэвон Сэвидж).
- 2011 номинация на AVN Award — «лучшая групповая лесбийская сцена» за фильм «Speed» (вместе с Сэнди Вестгейт, Алектрой Блу и Софией Санти)
- 2012 XBIZ Award номинация — «кроссовер-звезда года»[7]